# 永久镇
永久镇，是中华人民共和国吉林省松原市长岭县下辖的一个乡镇级行政单位。

## 行政区划
永久镇下辖以下地区：
永久村、东新村、柳蒿村、宁家村、明塔村、葛平村、桑家村、北江村和团山村。